# 카라 피프코
캐라 피프코(Cara Pifko, 영어 발음: /ˈkærə/, 1976년 3월 15일 ~ )는 캐나다의 배우이다.
토론토에서 태어났다.

## 출연 작품
- 파라노말 액티비티: 더 고스트 디멘션 (2015년) - 로라 역
- 더 포제션 오브 마이클 킹 (2014년) - 사만다 역
- 스타 워즈: 클론 전쟁 - 시리즈 (2008년)
- 내 다음 여자친구와의 인터뷰 (2003년)
- 위험한 사돈 (2003년)
- 주디 갈란드 (2001년)
- 판타스틱 애니월드 (2000년)
- 숨겨진 비밀 (1994년)
- 오더너리 매직 (1993년)

### 텔레비전
- 에이번리로 가는 길 (1996)